# بریتویل
بریتویل (انگلیسی: Britoil) شرکت پالایش نفت اسکاتلندی است، که در سال ۱۹۷۵ تأسیس شد.